# Fusil de francotirador Dragunov
El fusil de francotirador Dragunov (en ruso: Снайперская винтовка Драгунова, Snayperskaya Vintovka Dragúnova), en forma abreviada SVD y con índice GRAU 6V1, es un fusil de francotirador / fusil de tirador designado semiautomático calibre 7,62×54 mm, diseñado por Evgueniy Fiódorovich Dragunov en la Unión Soviética entre 1958 y 1963. El SVD fue el primer fusil semiautomático en el mundo diseñado específicamente para ser usado en tiro militar de precisión, y es común (en muchas de sus variantes) en los países del antiguo Bloque del Este.

## Historia
El Dragunov fue diseñado para ofrecer a un escuadrón fuego de apoyo preciso a largo alcance, luego que los países miembros del Pacto de Varsovia adoptasen el cartucho intermedio 7,62 x 39 y los fusiles de asalto como equipo estándar de sus tropas. En aquel entonces, los países miembros de la OTAN empleaban fusiles de combate que disparaban el cartucho 7,62 x 51 OTAN como equipo estándar de sus tropas y todavía no habían adoptado un cartucho intermedio ni un fusil de asalto, por lo que podían atacar desde una mayor distancia a sus contrapartes del Pacto de Varsovia.
La necesidad de un nuevo fusil semiautomático de precisión se hizo evidente entre el alto mando soviético en la década de 1950, y en 1958 se realizó un concurso entre los diseñadores de armas soviéticos para la creación de tal fusil. El Dragunov fue desarrollado entre 1958 y 1963, siendo el ganador de dicho concurso donde participaron tres diseños: el primero era un fusil diseñado por Serguéi Símonov (conocido como SSV-58 y descalificado en abril de 1960), el segundo era un prototipo denominado 2B-W10 por Aleksander Konstantinov y el tercer fusil, el SVD-137, un diseño de Evgueniy Fiódorovich Dragunov. Se llevaron a cabo intensivas pruebas de campo de los fusiles en una amplia gama de condiciones ambientales, las cuales fueron superadas por el fusil de Dragunov. En 1963 el fusil de francotirador Dragunov fue aceptado en el arsenal del ejército de la Unión Soviética. Se fabricó un lote de 200 fusiles de preproducción para ser evaluados, siendo producido en serie desde 1964 en la Fábrica Mecánica Izhmash.

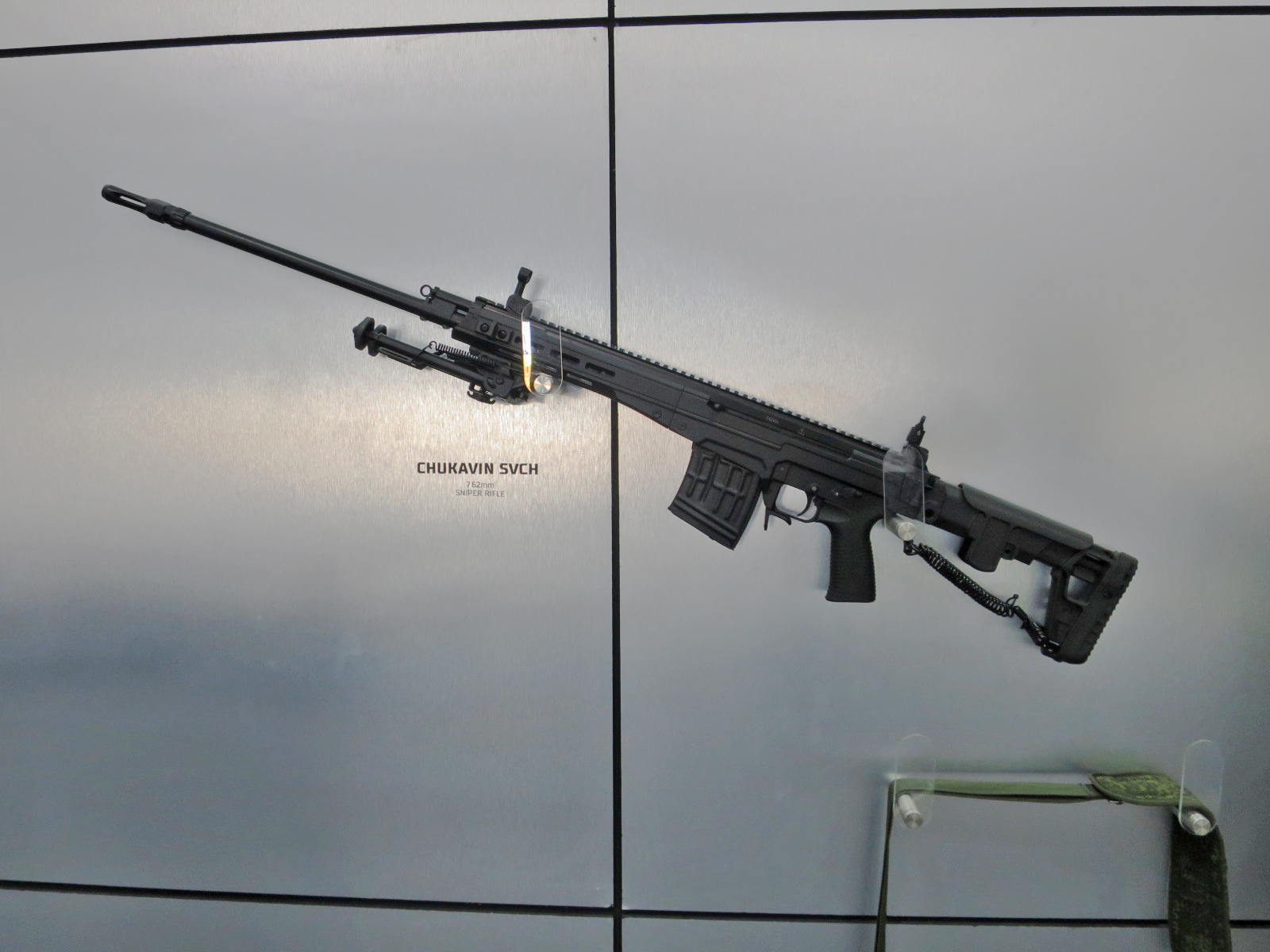
El fusil de francotirador Chukavin reemplazaría al Dragunov en servicio ruso.

A partir de aquella fecha, el Dragunov fue el fusil de francotirador estándar de varios países, inclusive los del disuelto Pacto de Varsovia. Este fusil fue copiado en China al aplicar ingeniería inversa a ejemplares capturados durante la guerra sino-vietnamita, siendo producido con las designaciones Tipo 79 y Tipo 85. Irán también produce una copia, el Nakhjir 3, a partir del fusil Tipo 79 chino.
En servicio ruso, el Dragunov sería reemplazador por el Chukavin. En febrero de 2023 se informó que el Chukavin empezó a ser producido en masa por la Corporación Kalashnikov. El Chukavin también dispara el cartucho 7,62 x 54 R y utiliza los mismos cargadores del Dragunov.
En servicio ucraniano, el Dragunov ha sido principalmente reemplazado por fusiles de francotirador occidentales que disparan el cartucho .338 Lapua Magnum o 7,62 x 51 OTAN, así como por fusiles antimaterial tales como el Barrett M82. El fusil de francotirador ucraniano UAR-10 también está reemplazando al Dragunov en servicio con las Fuerzas Armadas y las agencias policiales. Según McNab, el Dragunov continua en servicio con las Fuerzas Armadas ucranianas como fusil de tirador designado.

## Detalles de diseño

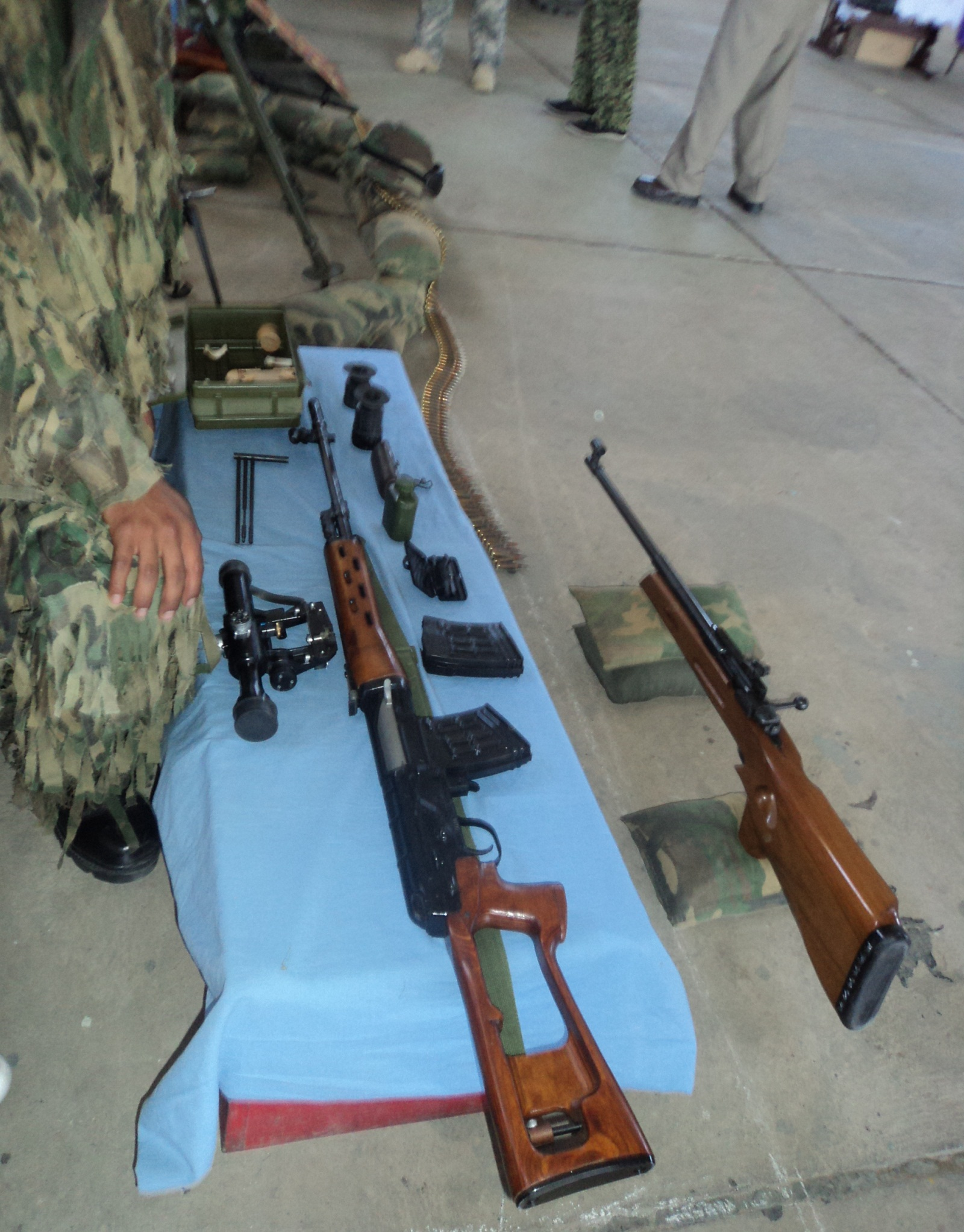
Fusil de francotirador Dragunov con su mira telescópica desmontada y accesorios.

### Sistema de disparo
El Dragunov es un fusil de francotirador semiautomático accionado por los gases del disparo, mediante un sistema de pistón con recorrido corto. La recámara es cerrada por un cerrojo rotativo (que gira a la izquierda) con tres tetones de acerrojado. El fusil tiene un regulador de gas manual, con dos posiciones.
Tras disparar el último cartucho del cargador, el portacerrojo y el cerrojo son mantenidos en posición abierta por un retén que se desacopla al jalar hacia atrás la manija de amartillado. El fusil tiene un mecanismo de percusión con martillo y un seguro-selector manual. Su cajón de mecanismos está hecho mediante mecanizado para proveer precisión adicional y resistir a la torsión. El cajón de mecanismos del Dragunov tiene ciertas similitudes con el del AK-47, tales como la gran cubierta protectora, el alza mecánica y el seguro-selector.

### Características
El Dragunov es alimentado desde un cargador curvo, con una capacidad de 10 cartuchos. Los cartuchos están en dos filas, en zig-zag. 
El cañón lleva un apagallamas ranurado. Su ánima está cromada para incrementar la resistencia a la corrosión y tiene 4 estrías a dextrógiro con una tasa de rotación de 320 mm. La parte estriada del ánima es de 547 mm. Posteriormente se ajustó la tasa de rotación a 240 mm, lo cual reduce ligeramente la precisión al disparar cartuchos especiales para francotirador y la velocidad de boca a 810 m/s. Esto se hizo para poder facilitar el empleo de munición trazadora y antiblindaje incendiaria. Estas balas especiales necesitaban una menor tasa de rotación para una adecuada estabilización.
El SVD usa los cartuchos 7,62 x 54 R, con una velocidad inicial de 1 130 m/s. El fusil acepta el viejo cartucho M1891/30, pero para disparos de precisión emplea cartuchos específicamente diseñados que fueron desarrollados por V. M. Sabelnikov, P. P. Sazonov y V. M. Dvorianinov. El cartucho 7N1 tiene una bala con camisa de acero y bolsa de aire, núcleo de acero y un peso de plomo en su base para un efecto terminal máximo. El 7N1 fue reemplazado en 1999 por el cartucho 7N14. Este es un nuevo cartucho específicamente desarrollado para el SVD. Tiene una bala de 151 granos que viaja a la misma velocidad de 830 m/s, pero tiene un núcleo de acero templado puntiagudo. El SVD también puede disparar cartuchos con balas convencionales, trazadoras o antiblindaje incendiarias. 
El Ejército ruso ha establecido estándares de precisión que el SVD y su correspondiente munición especial deben cumplir. Los fabricantes deben efectuar pruebas de disparo para observar si los fusiles y su munición cumplen estos estándares. Para cumplirlos, el fusil Dragunov que dispara cartuchos especiales 7N1 no debe tener una dispersión vertical extrema de más de 1,24 MDA al emplear un cañón con una tasa de rotación de 240 mm y no debe tener una dispersión vertical extrema de más de 1,04 MDA al emplear un cañón con una tasa de rotación de 320 mm. Al emplear cartuchos estándar 57-N-323S, la precisión del SVD se reduce a una dispersión vertical extrema de 2,21 MDA. Las dispersiones verticales extremas del SVD se establecen mediante el disparo de 5 cartuchos a un blanco situado a 300 m. La precisión del Dragunov con munición especial corresponde con la de los fusiles estadounidenses M24 SWS con cartuchos M118SB (dispersión vertical extrema de 1,18 MDA) y M110 Semi-Automatic Sniper System con cartuchos M118LR (dispersión vertical extrema de 1,27 MDA).
Aunque el fusil es letal en distancias de hasta 1200 metros, realmente no fue pensado o diseñado para lograr una gran precisión y razonablemente solo puede alcanzar blancos a más o menos 600 metros con munición estándar, logrando un disparo dentro de un ángulo de 2 MDA a esa distancia. Primordialmente, debido a los efectos de la acción semiautomática del SVD en los armónicos del cañón, la precisión del fusil disminuye en tiros a grandes distancias. A pesar de su tamaño, se maneja con facilidad y fue diseñado para ser muy duradero. 
El Dragunov tiene un guardamanos ventilado de dos piezas y una culata esquelética de madera con una carrillera desmontable; esta es desmontada cuando se emplea el alza y el punto de mira. Los nuevos modelos tienen guardamanos y culata de polímero negro - el guardamanos es casi idéntico, mientras que la culata tiene una forma diferente.
El fusil también tiene un porta-bayoneta para combate cuerpo a cuerpo, aunque al montar esta, se produce un ligero cambio en el centro de gravedad, afectando su manejabilidad y posiblemente, también a su precisión.

### Miras telescópicas

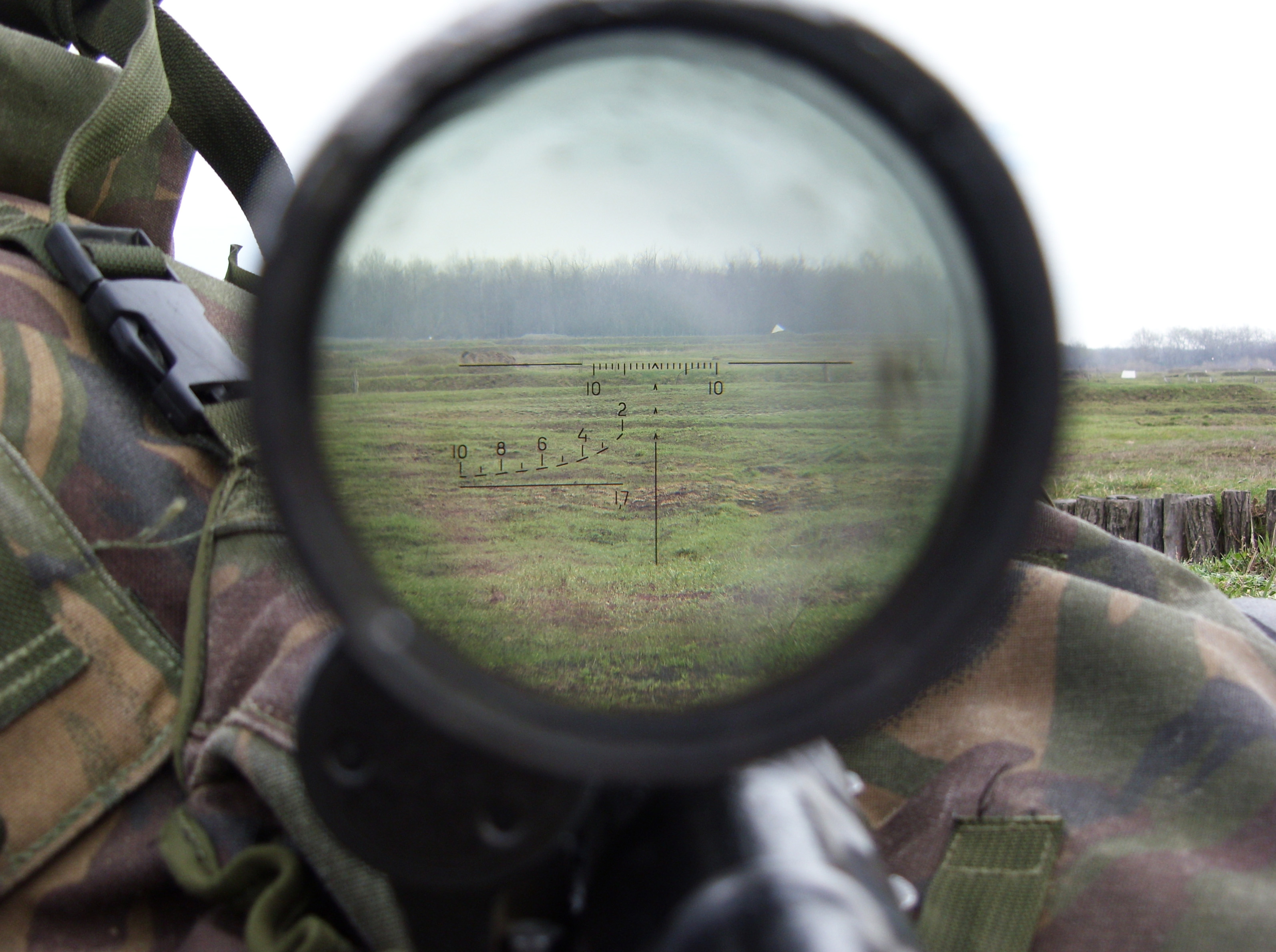
Retícula de una mira telescópica PSO-1.

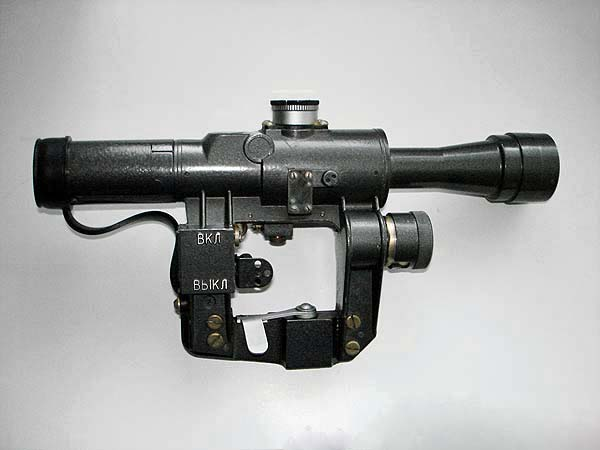
Una PSO-1M2 de 4x24, actual mira telescópica militar estándar rusa.

Se encuentran disponibles varios modelos diferentes de la mira telescópica PSO-1, con niveles de aumento variables y retículas diferentes. Los fusiles denominados SVDN vienen equipados con una mira telescópica nocturna, como la NSP-3, NSPU, PGN-1, NSPUM o la PCS-6 polaca, pudiendo ser empleados para atacar objetivos durante la noche.

### Accesorios
Varios accesorios son suministrados con el SVD, figurando entre ellos una bayoneta (puede emplear tanto la bayoneta con punta cortada del AKM, como la bayoneta del AK-74), cuatro cargadores de repuesto, una correa portafusil de cuero o nailon, un portacargadores, un equipo de limpieza y un equipo de mantenimiento para la mira telescópica.

## Versiones

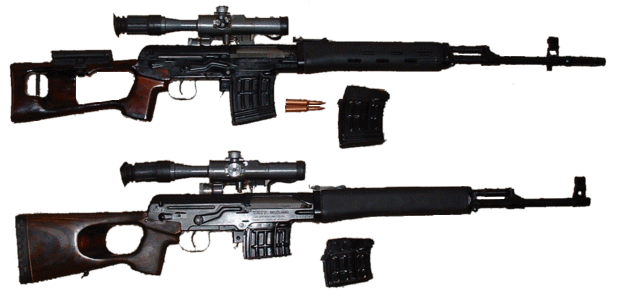
Dos fusiles Dragunov importados a Estados Unidos como Tigr. El fusil de arriba tiene carrillera, dos cargadores de 10 cartuchos, y apagallamas. El de abajo es comercializado como «carabina de caza». Tiene dos cargadores de 5 cartuchos, pero no tiene carrillera ni apagallamas, además de tener una culata diferente.

A inicios de la década de 1990, Evgeniy Fedorovich Dragunov desarrollo el SVDS (acrónimo de Snayperskaya Vintovka Dragunova Skladnaya, "Fusil de francotirador Dragunov con culata plegable" en ruso), una versión del SVD destinado a los paracaidistas e infantería motorizada. Este fusil tiene una culata metálica plegable que se dobla sobre el lado derecho del cajón de mecanismos (equipada con una cantonera de material sintético y una carrillera fija), y un pistolete de material sintético. Su cañón es más corto (590 mm) pero más pesado, se le reforzó el cajón de mecanismos, el bloque del cilindro de gases fue mejorado y se le instaló un apagallamas cónico perforado. 
El SVDS también tiene una versión para combate nocturno, denominada SVDSN.
Recientemente Izhmash ha sacado también una versión que es parcialmente antimaterial, llamada SVDK, que permite disparar munición más potente, para aquellos casos en los que el SVD normal no es suficiente contra unidades con un blindaje fuerte. Lo curioso es que combina aspectos del SVD convencional y del SVDS: combina el cañón y apagallamas alargados con la culata plegable y el pistolete aparte, así como acepta cargadores rectos semejantes al STANAG, pero más cortos.
En 1994, la empresa rusa TsKIB SOO (hoy en día, una división de la Oficina de Diseño de Instrumentos KBP) desarrolló el fusil de francotirador OTs-03, conocido como SVU (acrónimo de Snayperskaya Vintovka Ukorochennaya, "Fusil de francotirador corto" en ruso), que fue suministrado a las unidades especiales del Ministerio del Interior de Rusia. 
Comparado con el SVD, el SVU tiene una longitud total mucho menor debido a su formato bullpup y su cañón acortado (520 mm), con silenciador integrado y que ha sido equipado con un freno de boca de tres tabiques, que reduce efectivamente el retroceso un 40%. Este fusil fue equipado con miras mecánicas (un alza abierta de tambor) y así como el SVD convencional, puede aceptar tanto la mira telescópica PSO-1 como los cargadores del SVD. 
La versión del OTs-03 "SVU" con capacidad de fuego automático y que emplea un cargador de 20 cartuchos es denominada OTs-03A o SVU-A (en donde la A viene de Avtomaticheskaya, automático en ruso).
En 1998, Polonia adoptó una versión modernizada del SVD llamada SWD-M, que tiene un cañón pesado, un bípode montado en el guardamanos y una mira telescópica LD-6 (6x42).
Otra versión del SVD es el fusil de francotirador iraquí Al-Kadesih calibre 7,62 mm. A pesar de tener un diseño muy similar al Dragunov, tiene algunas diferencias clave. El Al-Kadesih tiene un cajón de mecanismos hecho con chapa de acero estampada, el cual es más largo que el del SVD, aunque la longitud total es similar a la del SVD. Está equipado para montar y emplear la mira telescópica PSO-1. Su cañón está fijado al cajón de mecanismos en lugar de ir enroscado, a pesar de ser del mismo tamaño que el del SVD. El guardamanos tiene cuatro ranuras longitudinales a cada lado en lugar de seis ranuras cortas. Otra característica fácilmente observable del fusil Al-Kadesih, es que su cargador tiene un relieve decorativo cuyo diseño representa una palmera estilizada. 

### Versiones comerciales
El Dragunov también sirvió como base para varios fusiles de cacería y tiro deportivo. En 1961-1962, el arsenal estatal de Izhevsk desarrolló el fusil “Medved” (oso, en ruso) calibrado para el cartucho 9 x 53 R y posteriormente para el cartucho 7,62 x 51 OTAN (versión de exportación). 
A inicios de la década de 1970, Izhevsk introduce el fusil de cacería “Tigr” (tigre, en ruso) con una culata fija de madera sin carrillera y disponible para emplear los cartuchos 7,62 x 54 R, 7,62 x 51 OTAN, .30-06 Springfield y 9,3 x 64 Brenneke. Al inicio eran producidos individualmente, pero desde 1992 han sido producidos en serie.

## Uso en el campo de batalla

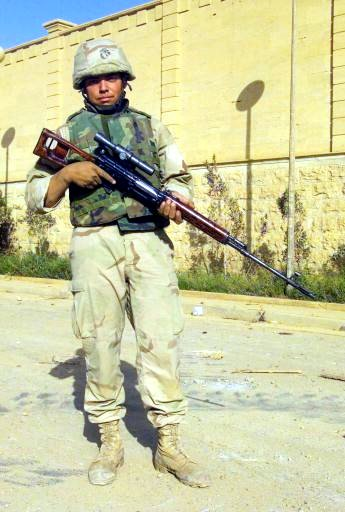
Soldado estadounidense con un SVD capturado en Bagdad.

El Dragunov es un fusil con un diseño original por varias razones. En primer lugar, no fue destinado para equipos de francotiradores altamente entrenados, sino para los tiradores designados repartidos en cada unidad de infantería. En cada pelotón de las tropas del Pacto de Varsovia, había un tirador equipado con su fusil Dragunov. Durante el tiempo en que el Ejército Soviético estuvo en operación, cada escuadrón estuvo equipado con un SVD. El soldado equipado con este, era especialmente entrenado para su uso. Se movía con su escuadrón e intentaba incrementar el alcance de éste a más o menos 600 metros (sin el SVD, el alcance efectivo de un escuadrón cuando la producción del fusil empezó podría haber sido 300 metros, debido esto a las limitaciones del AK-47). Solamente en los arsenales de la República Democrática Alemana había unos 2000 fusiles Dragunov, mientras que en varios ejércitos occidentales no había un solo fusil de francotirador salvo en las fuerzas especiales (por ejemplo, el Ejército italiano hasta la década de 1990), aunque en las tropas del Pacto de Varsovia los tiradores designados eran frecuentes entre las unidades regulares. Para cumplir este papel, el Dragunov es relativamente ligero para un fusil de francotirador pero está bien equilibrado, lo que facilita su empleo en una batalla dinámica. Es además un fusil semiautomático, una característica inusual para los fusiles de francotirador de la década de 1960 (salvo fusiles modificados, como el M1 Garand), que le permite disparar con rapidez y atacar varios objetivos a la vez. Para poder disparar munición antiblindaje incendiaria, su precisión fue ligeramente reducida al acortar la tasa de rotación de las estrías del ánima de su cañón, otra prioridad inusual para un fusil de francotirador. Su precisión es buena, aunque no excepcional, debido a la ligereza de su cañón. Al igual que un fusil de asalto, el Dragunov tiene un riel en el cañón para montar una bayoneta. Cuando se le monta la bayoneta estándar del AKM, incluso puede emplearse para cortar alambre de púas. Finalmente, este fusil fue diseñado para ser un arma relativamente barata de producir en serie.
Estos detalles e inusuales características surgieron a partir de la doctrina táctica del empleo de tiradores designados armados con el Dragunov, que consistía en atacar a corta distancia de la línea del frente objetivos importantes a la primera oportunidad disponible, así como ofrecer fuego de cobertura y supresión a larga distancia e incluso combate cuerpo a cuerpo con tropas enemigas. Un número relativamente pequeño de tiradores designados podían apoyar a las tropas regulares al atacar o acosar valiosos objetivos o equipos tales como: oficiales, suboficiales, operadores de radio, comandantes de tanque al descubierto, tiradores designados, francotiradores, equipos de ametralladoristas, sirvientes de armas antitanque, etc.
Diseñado con el simple propósito de extender el alcance de su escuadrón, el fusil es robusto y durable. Esto lo muestra claramente el hecho de que puede montársele una bayoneta y que tenga el respaldo de miras mecánicas, como las de un fusil normal, en caso de que la mira telescópica falle. La integridad de este fusil es aún reconocida, y se sigue usando en el Ejército Ruso y las agencias de seguridad de este país.

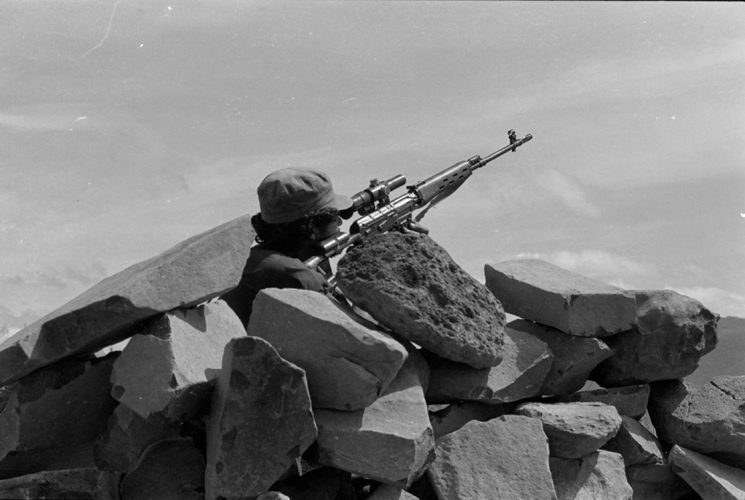
Un francotirador guerrillero del FMLN disparando un Dragunov

Las armas cortas rusas son generalmente consideradas como muy resistentes y esto ha llevado a un amplio uso y a «largas carreras» para cualquier Dragunov. Ha sido usado en numerosos conflictos alrededor del mundo tales como la guerra de Vietnam, la guerra civil libanesa, la guerra de Afganistán (1978-1992), las guerras chechenas, en la guerra civil de El Salvador (por parte de la guerrilla del FMLN) durante esta guerra el FMLN derribó un avión A-37 Dragonfly con un fusil Dragunov, en la guerra del Golfo y en la invasión de Irak de 2003, para nombrar solo algunos conflictos en los que el SVD ha tenido un amplio uso.

## Usuarios

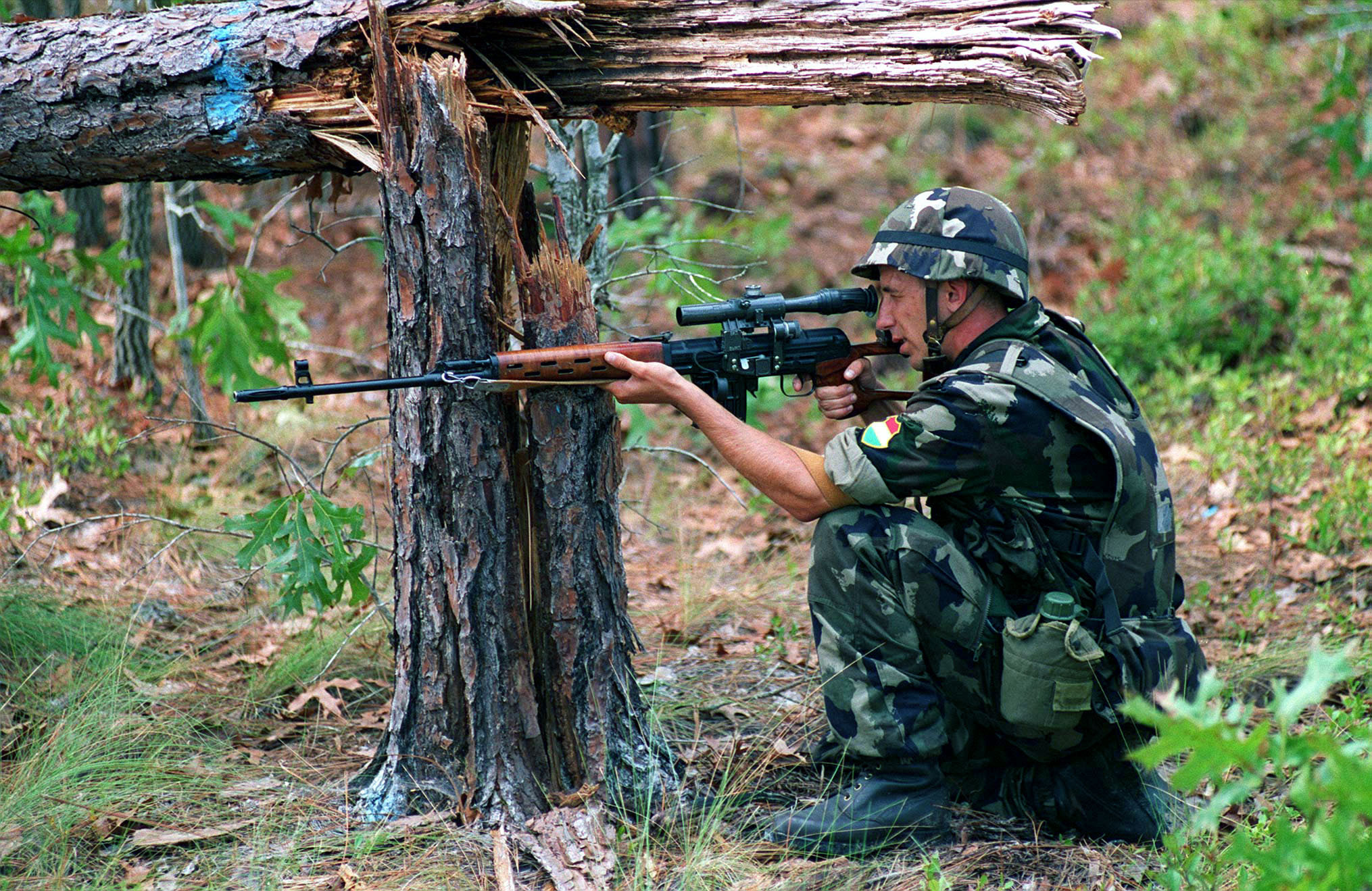
Soldado húngaro con un SVD.

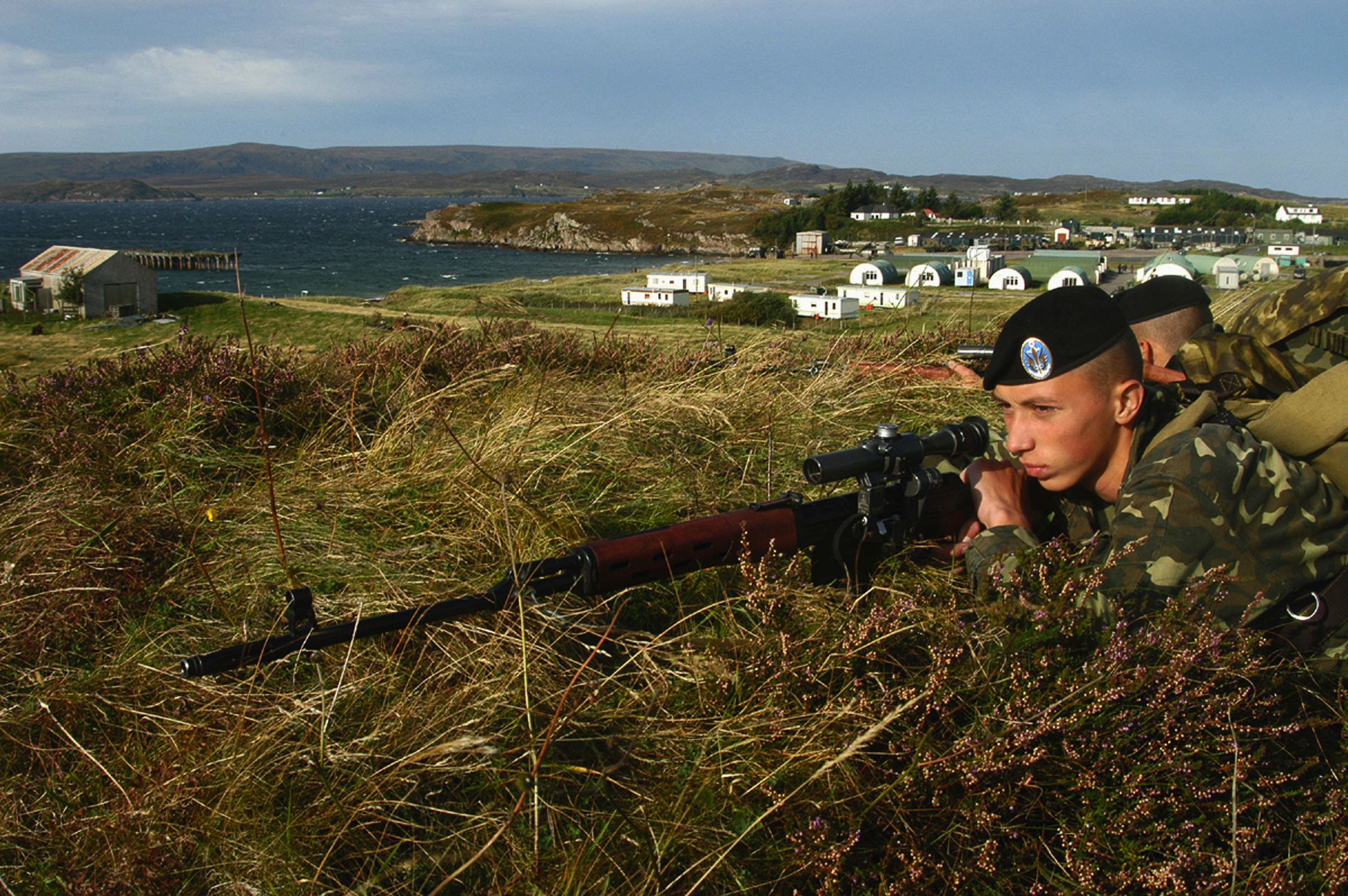
Soldado ucraniano entrenando con un Dragunov.

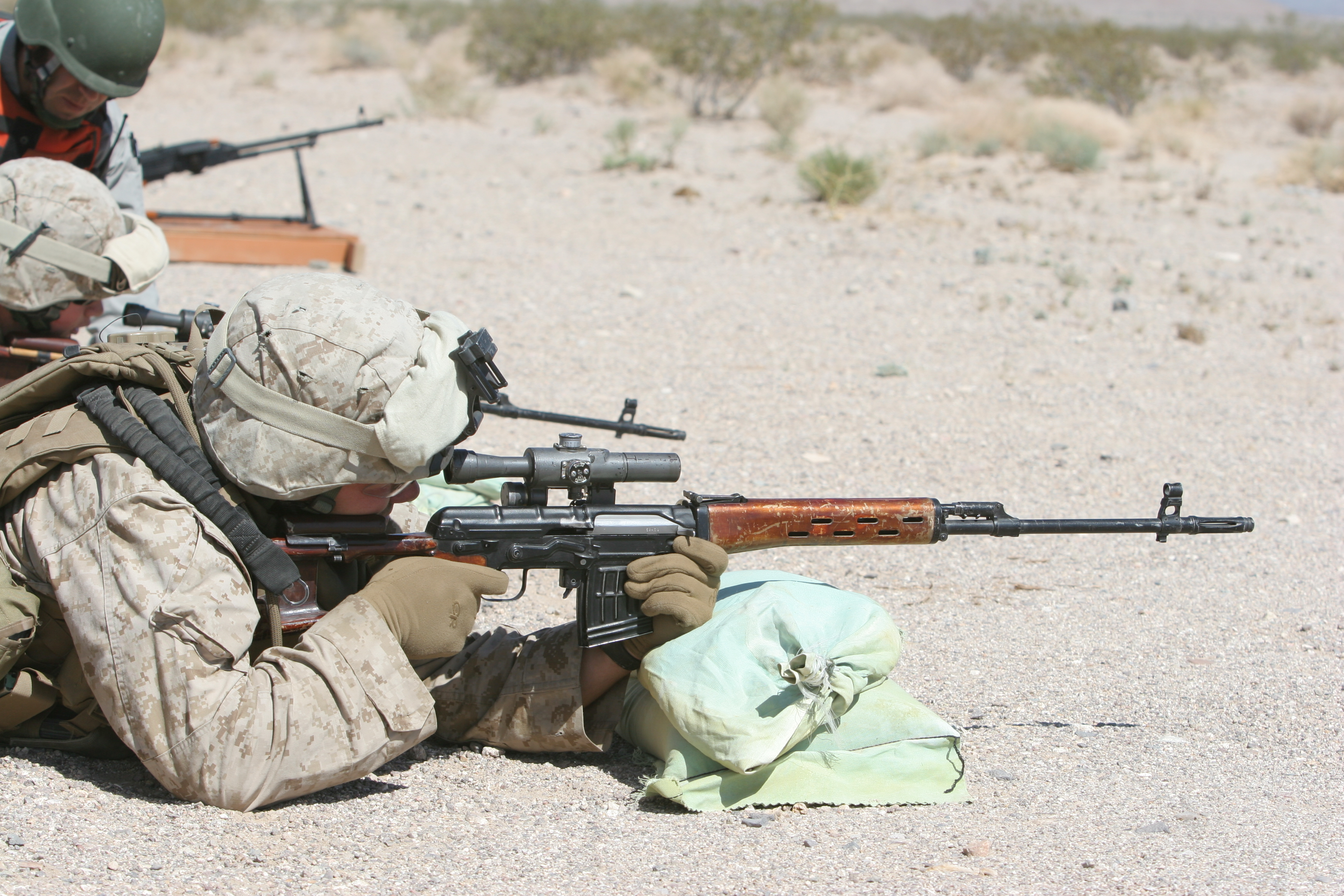
Un Marine aprendiendo a usar el SVD.

### Actuales
- Afganistán:[24] fue empleado por el Ejército Nacional Afgano[25] y el Talibán[26]
- Albania[27]
- Argelia[28]
- Argentina: 60 unidades obsequiadas por el expresidente venezolano Hugo Chávez para ser evaluados por el Ejército Argentino.[29]
- Austria[30]
- Bangladés: emplea el fusil Tipo 85 chino.[31]
- Bielorrusia[32][33]
- Bolivia: emplea el fusil Tipo 79 chino.[34]
- Bulgaria[32]
- Burundi: es empleado por las Fuerzas Especiales.[35]
- China: Norinco produce una copia del SVD, conocido como Tipo 79.[36] Está equipado con una mira telescópica de 4x aumentos, que es una copia de la PSO-1. El fusil tiene una culata ligeramente más corta. También produjo un fusil modificado llamado Tipo 85[36][37] y varias copias comerciales del SVD.[37][38][39]
- Corea del Norte[40]
- Costa de Marfil[41]
- Costa Rica[32]
- Cuba[32]
- Egipto[42]
- Eslovaquia[43]
- Finlandia: conocido como el 7,62 TKIV Dragunov, acrónimo de tarkkuuskivääri henkilömaaleja vastaan (fusil de precisión antipersona).[44]
- Georgia[32]
- Hungría[45]
- India: es empleado por los "tiradores designados" del Ejército de la India y fabricado bajo licencia.[46]
- Irak: fabricó el fusil Al-Kadesiah, que está basado en el SVD y el PSL.[47] Su designación oficial es Al-Qadissiya o Al-Gadissiya.[48]
- Irán: produce una versión local, llamada Fusil de francotirador Nakhjir.[49][50][51]
- Kazajistán[32]
- Kirguistán[32]
- Lesoto[52]
- Letonia[53]
- Libia[32]
- Malí[54]
- Moldavia[32]
- Nicaragua[32][55][56][57]
- Níger: emplea el Tipo 85 chino.[58]
- Panamá: empleado por el Servicio Nacional de Fronteras (SENAFRONT).[59]
- Polonia:[32] emplea una variante polaca modernizada, conocida como SWD-M que incluye un cañón más pesado, mira telescópica con aumento variable y un bípode desmontable.[60]
- República Checa[61]
- República Centroafricana: emplea el Dragunov y el Tipo 85.[62]
- Rumania: Fabricado bajo licencia.[24]
- Rusia[63]emplea el SVDS, SVDK y SVU
- Senegal: es empleado por la Fuerza Aérea[64] y el Ejército[65]
- Serbia: las Fuerzas Especiales emplean el modelo SVDK.[66]
- Siria[42]
- Sudán[67]
- Tayikistán[32]
- Turkmenistán[32]
- Turquía: es empleado por las unidades de Gendarmes del Ejército turco.[68]
- Ucrania[32]
- Uzbekistán[69]
- Venezuela: el Ejército de Venezuela compró más de 1.000 fusiles Dragunov en 2007.[70]
- Vietnam: en servicio con el Ejército Popular de Vietnam desde la guerra de Vietnam.[71]
- Zimbabue[72]

### Anteriores
- Alemania Oriental: fue designado SWD.[73]
- Artsaj[74]
- Checoslovaquia: entró en servicio con el Ejército Popular de Checoslovaquia en la década de 1970.[75]
- República Chechena de Ichkeria[76]
- Unión Soviética: entró en servicio con el Ejército Soviético en 1967.[24] Heredado por sus estados sucesores.

### Entidades no estatales
- Ejército de Resistencia del Señor[77]
- Estado Islámico: emplea el Dragunov y el Tipo 79.[78]

## Guerras
- Guerra de Vietnam[79]
- Guerra civil libanesa[11]
- Guerra camboyano-vietnamita
- Guerra sino-vietnamita[80]
- Guerra de Afganistán (1978-1992)[81]
- Guerra civil de El Salvador
- Guerra entre Irán e Irak
- Guerra civil somalí
- Guerras yugoslavas
- Primera guerra del Alto Karabaj[82]
- Primera guerra chechena[83]
- Segunda guerra chechena[84]
- Guerra de Afganistán (2001-2021)[26]
- Guerra de Irak
- Guerra de Libia de 2011
- Guerra de Mali[85]
- Guerra civil siria[86]
- Guerra civil yemení (2014-presente)[87]
- Guerra ruso-ucraniana (2014-actualidad)
  - Guerra del Dombás
  - Invasión rusa de Ucrania
- Segunda guerra del Alto Karabaj
- Guerra de Tigray
- Guerra de Gaza